# 乌拉尔机车车辆厂
乌拉尔机车车辆厂（俄语：УралВагонЗавод）是位于下塔吉尔的铁路机车车辆制造 、坦克制造工厂。

## 历史
1931-1936年建厂，称“特种车辆托拉斯”。1936年10月11日投产。以捷尔任斯基命名。最初生产鐵路貨車。
1941年战争爆发后，9月13日苏联人民委员会决定哈尔科夫共产国际机车工厂（183工厂）、哈尔科夫拖拉机厂、马里乌波尔钢铁厂迁入乌拉尔捷尔任斯基车辆制造厂并合并为新的183厂（乌拉尔坦克工厂），大量生产T-34坦克。从10月19日起共产国际机车工厂从设计师、工程图纸到3500多台套设备、70000多员工开始向乌拉尔疏散。1941年12月18日，新厂的第一辆T-34坦克下线。1942年4月，该厂坦克产量已经超过了战前水平。战争期间共生产了25,000辆T-34坦克。
1945年6月，部分人员回迁哈尔科夫，在原厂址成立了75工厂。 下塔吉尔的183厂转产农机、建筑机械、航空空间产品包括東方號運載火箭, 上升号运载火箭, 质子运载火箭, 能源运载火箭。随着苏联导弹火箭工业研究进展，迫切需要液氧铁路运输的低温液体铁路罐车，这项紧迫任务于1952年交给了该厂。根据苏共中央和苏联部长会议的命令，1954年10月1日在捷尔任斯基乌拉尔车辆厂成立了研究研制低温技术装备和地面发射设备的第250设计局，总设计师为梅福季•韦列米耶夫。当年设计定型了铁路液氧罐车（8G52制品），使用АМцС铝合金焊接车体，罐车内部容器和外壳之间的空间填充米波尔绝热材料。该设计局后来成为“乌拉尔低温机器制造厂”。1954年承担了为R-7战略弹道导弹研制液氧加注设备（8G117）和补充加注设备（8G118）的任务。1956年开始生产。 第250设计局发明了利用真空来隔热的技术，形成了制造大型真空隔热容器的能力。1966年研发了运输液氢的铁路ЖВЦ-100罐车，被用于1969–1972年的月球探测计划，改进型被用于“能源-暴风雪”火箭-航天飞机系统发射。
OKB-520设计局（乌拉尔运输机械制造设计局）开发了T-54A与T-55, T-62, T-72, T-90坦克。
2006年初私有化。2016年12月27日归入Rostec。2022年俄羅斯因入侵烏克蘭戰爭被國際制裁，至3月中工廠因原物料短缺而開始停工。